# I Belong to You (Il ritmo della passione)
I Belong to You (Il ritmo della passione) ist ein Lied der Popsänger Eros Ramazzotti und Anastacia. Es wurde im Jahr 2005 auf Ramazzottis Studioalbum Calma apparente sowie auf Anastacias Pieces of a Dream veröffentlicht. Am 19. Januar 2006 folgte die Veröffentlichung als Single.

## Chartplatzierungen
| ChartsChartplatzierungen | Höchstplatzierung | Wochen |
| ------------------------ | ----------------- | ------ |
| Deutschland (GfK)        | 1 (23 Wo.)        | 23     |
| Italien (FIMI)           | 1 (25 Wo.)        | 25     |
| Österreich (Ö3)          | 2 (32 Wo.)        | 32     |
| Schweiz (IFPI)           | 1 (58 Wo.)        | 58     |

## Auszeichnungen für Musikverkäufe
| Land/Region        | Auszeichnungen für Musikverkäufe (Land/Region, Auszeichnung, Verkäufe) | Verkäufe |
| ------------------ | ---------------------------------------------------------------------- | -------- |
| Belgien (BRMA)     | Gold                                                                   | 25.000   |
| Deutschland (BVMI) | Gold                                                                   | 150.000  |
| Österreich (IFPI)  | Gold                                                                   | 15.000   |
| Schweiz (IFPI)     | Gold                                                                   | 15.000   |
| Insgesamt          | 4× Gold ·                                                              | 205.000  |

Hauptartikel: Eros Ramazzotti/Auszeichnungen für Musikverkäufe

## Coverversionen
- Christoff & Belle Pérez (Ik hoor bij jou / El ritmo de la passion)
- Cocktail Band (Es tuet mir leid)